# Ølgod

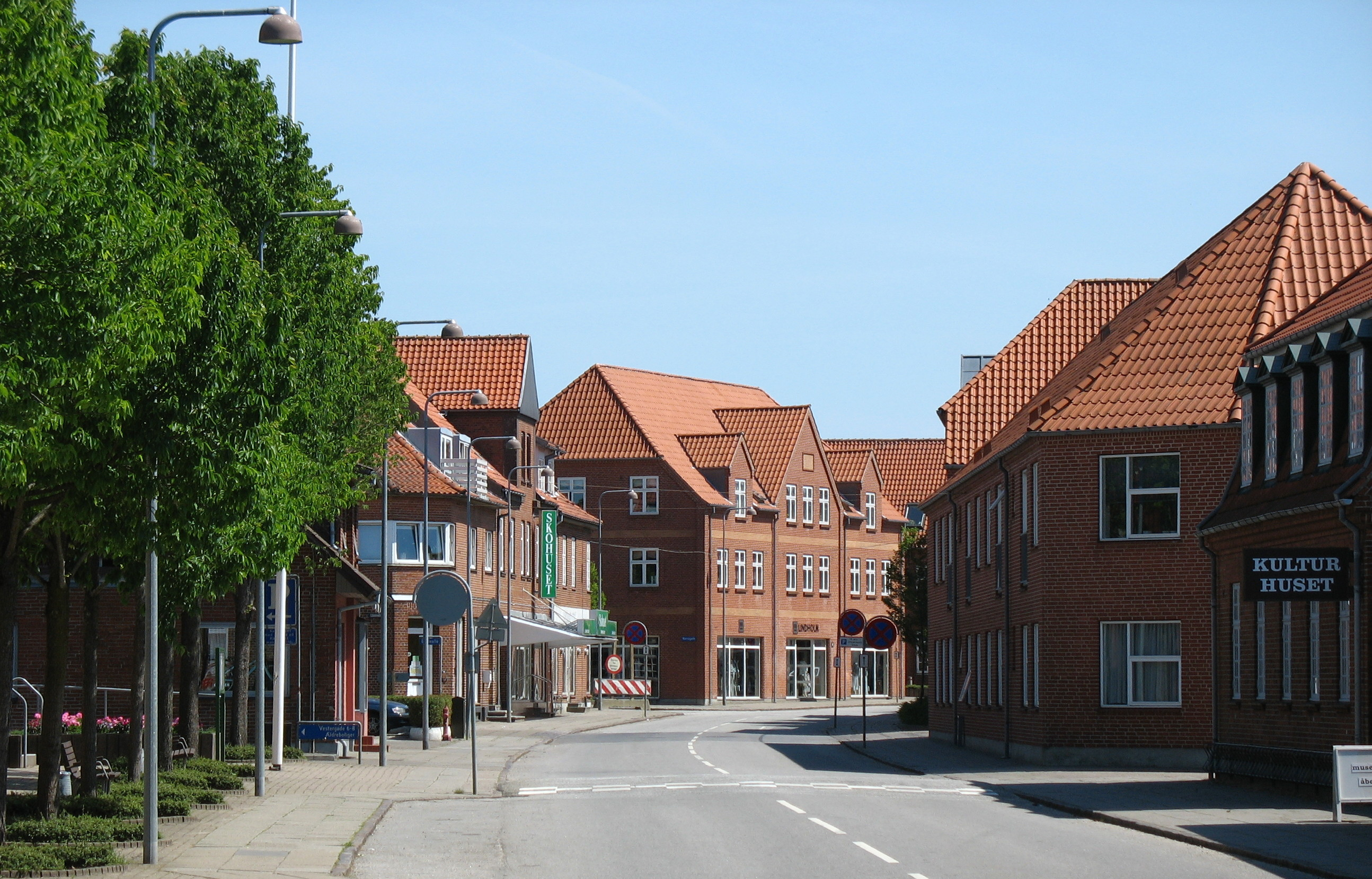
Ølgod, Vestergade

Ølgod é um município da Dinamarca, localizado na região sudoeste, no condado de Ribe.
O município tem uma área de 247 km² e uma  população de 11 398 habitantes, segundo o censo de 2004.